# ترابری ریلی در موناکو

نقشه راه‌آهن موناکو. ایستگاه امروزی با نقطه سبز روشن نشان داده شده‌است.

پادشاهی موناکو در حال حاضر دارای یک ایستگاه راه‌آهن منفرد، ایستگاه راه‌آهن موناکو-مونت‌کارلو، بخشی از خط راه‌آهن مارسی - ونتیمیلیا است. این ایستگاه در ابتدا در سال ۱۸۶۷ افتتاح شد، اما در سال ۱۹۹۹ به‌طور گسترده بازسازی شد. طول راه‌آهن در پایتخت‌نشین ۱٫۷ کیلومتر (۱٫۱ مایل) است ،۱٫۷ کیلومتر (۱٫۱ مایل), موناکو سومین سیستم کوچک راه‌آهن در جهان است.

## ایستگاه‌های راه‌آهن
جدول زیر ایستگاه‌های موناکو، ایستگاه موجود و استفاده نشده را نشان می‌دهد:
| ایستگاه                      | خط                     | تاریخ افتتاح | تاریخ بسته شدن | موقعیت                                                                |
| ---------------------------- | ---------------------- | ------------ | -------------- | --------------------------------------------------------------------- |
| موناکو - مونت کارلو          | مارسی - نیس - ونتیلیما | ۱۹۹۹         | -              | ۴۳°۴۴′۱۹″ شمالی ۷°۲۵′۹″ شرقی / ۴۳٫۷۳۸۶۱°شمالی ۷٫۴۱۹۱۷°شرقی            |
| مونت کارلو (راه‌آهن کوهستانی) | له توربی - مونت کارلو  | ۱۸۹۴         | ۱۹۳۲           | ۴۳°۴۴′۲۹٫۲″ شمالی ۷°۲۵′۳۰٫۲″ شرقی / ۴۳٫۷۴۱۴۴۴°شمالی ۷٫۴۲۵۰۵۶°شرقی     |
| مونت کارلو (اس‌ان‌سه اف)       | مارسی - نیس - ونتیلیما | ۱۸۶۸         | ۱۹۵۸           | ۴۳°۴۴′۱۹٫۱۷″ شمالی ۷°۲۵′۴۴٫۷۴″ شرقی / ۴۳٫۷۳۸۶۵۸۳°شمالی ۷٫۴۲۹۰۹۴۴°شرقی |
| موناکو                       | مارسی - نیس - ونتیلیما | ۱۸۶۸         | ۱۹۹۹           | ۴۳°۴۳′۵۷″ شمالی ۷°۲۵′۰۲″ شرقی / ۴۳٫۷۳۲۵۰°شمالی ۷٫۴۱۷۲۲°شرقی           |